# Aldo Ronconi
Aldo Ronconi (* 22. September 1918 in Brisighella; † 12. Juni 2012 in Faenza) war ein italienischer Radrennfahrer.
Aldo Ronconi war Profi-Rennfahrer von 1940 bis 1952. Schon 1939 hatte er das prestigeträchtige Rennen Mailand–München gewonnen. 1940 siegte er beim Giro dell’Umbria. Nach dem Zweiten Weltkrieg konnte er an seine ersten Erfolge anknüpfen: 1946 wurde er italienischer Meister im Straßenrennen und gewann den Giro di Toscana. Im selben Jahr belegte er beim Giro d’Italia den fünften Rang in der Gesamtwertung und bei der Tour de Suisse Rang drei. 1947 gewann er eine Etappe der Tour de France, trug zwei Tage lang das Gelbe Trikot und wurde Vierter der Gesamtwertung. 1950 wurde er nochmals Dritter der Tour de Suisse.
Nach dem Ende seiner aktiven Radsport-Laufbahn eröffnete Ronconi ein Fahrradgeschäft in Faenza.